# 霍蒂夫
50°19′49″N 30°28′18″E / 50.33028°N 30.47167°E

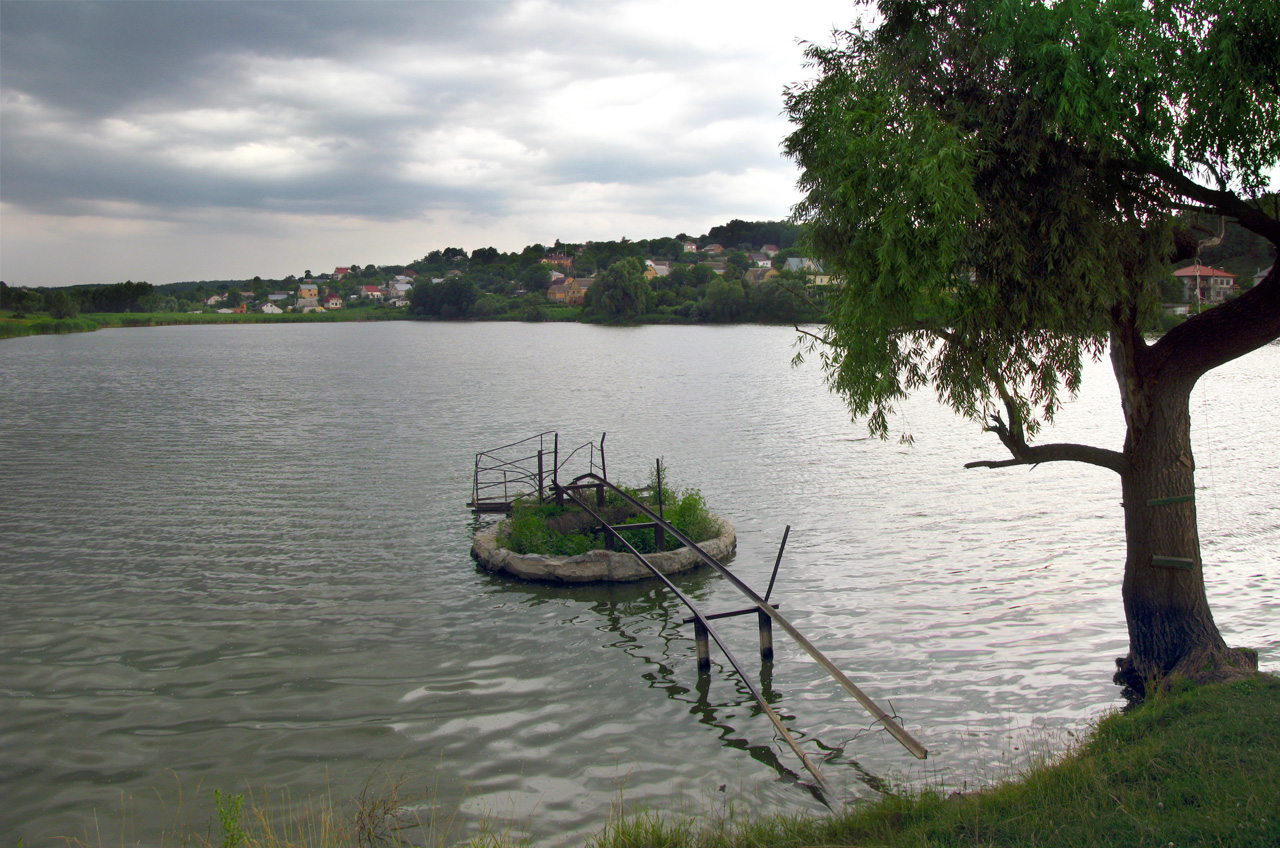

霍蒂夫（烏克蘭語：Хотів）是位於烏克蘭北部的村莊，由基辅州奧布希夫區的霍多西夫卡市鎮負責管轄。該村始建於1465年，面積4.13平方公里，海拔高度125米，2006年人口4,737。